# Хансен, Брендан
Брендан Джозеф Хансен (англ. Brendan Joseph Hansen; род. 15 августа 1981 года, Хаверфорд, Пенсильвания, США) — бывший американский пловец, трёхкратный олимпийский чемпион в комбинированной эстафете (2004, 2008, 2012), 10-кратный чемпион мира (6 раз в 50-метровом бассейне и 4 раза в 25-метровом). Специализировался в плавании брассом на 100 и 200 метров. Экс-рекордсмен мира на дистанциях 100 и 200 метров брассом в 50-метровом бассейне в 2004—2008 годах.
Дебютировал в составе сборной страны на чемпионате мира 2001 года, где выиграл золотую медаль в своём первом соревновании.
В течение последующих 11 лет он считался лучшим американским пловцом брассом и соперничал с японцем Косукэ Китадзимой.
Тренировался в Техасском университете в Остине.